# Pierre Pagès
Pour les articles homonymes, voir Pagès.

a Compétitions nationales et continentales officielles uniquement.

Dernière mise à jour le 2 juin 2025.
Pierre Pagès, né le 16 mai 1990 à Cazères (Haute-Garonne), est un joueur français de rugby à XV évoluant au poste de demi de mêlée au Biarritz olympique.

## Biographie
Pierre Pagès commence le rugby dans sa ville natale de Cazères à l'âge de 6 ans. Il passe par les centres de formation des clubs professionnels du Stade toulousain (cinq ans), puis du SC Albi (2 ans) avec qui il dispute une rencontre de Pro D2 le 29 avril 2012.
En parallèle de sa carrière de rugbyman, il fait des études en pharmacie, suivant ainsi les pas de son père.
En manque de temps de jeu en Pro D2, Pierre Pagès s'engage en Fédérale 1 en tant qu'amateur avec l'Avenir castanéen où il reste trois saisons avant de s'engager avec Blagnac rugby en 2015.
En juillet 2018, le staff du Stade toulousain recherche un nouveau joker médical à Antoine Dupont, faute de ne pas avoir prolongé le contrat d'Anthony Méric,. Pierre Pagès est introduit par son entraîneur, Christophe Deylaud, auprès de l'équipe toulousaine.
Il dispute son premier match de Top 14 face au Stade rochelais en septembre 2018. En novembre, il profite des sélections en équipe de France de ses concurrents au poste de demi de mêlée, Antoine Dupont et Sébastien Bézy, pour gagner du temps de jeu. Son contrat est prolongé le 17 septembre jusqu'à l'issue de la saison; puis le 5 janvier 2019 jusqu'en 2020. Il devient Champion de France en 2019 avec le Stade toulousain.
En 2020, il n'est pas conservé par le Stade toulousain et signe alors avec le RC Vannes pour deux saisons.
Après avoir été joker Coupe du monde 2023 au Lyon OU, il s'engage pour le Biarritz olympique pour deux saisons à compter d'octobre 2023. En janvier 2025, il est victime d'une agression de Masivesi Dakuwaqa lors d'une soirée entre coéquipiers et ne reprend la compétition que plusieurs mois plus tard.

## Palmarès
- Champion de France universitaire Paul Sabatier
- Équipe de France Universitaire
- Champion de France en 2019 avec le Stade toulousain